# 4620 Біклі
4620 Біклі (4620 Bickley) — астероїд головного поясу.
Тіссеранів параметр щодо Юпітера — 3,557.